# Armando Castellazzi
Armando Castellazzi   (Milà, 7 d'octubre de 1904 - Milà, 4 de gener de 1968) fou un futbolista italià de la dècada de 1930.
Fou 3 cops internacional amb la selecció de futbol d'Itàlia amb la qual participa al Mundial de 1934.
Pel que fa a clubs, destacà a Ambrosiana-Inter.